# .cx
cx. هو نطاق إنترنت من صِنف مستوى النطاقات العُليا في ترميز الدول والمناطق، للمواقع التي تنتمي لجزر الكريسماس. وتديره إدارة الإنترنت في جزير كريسماس (CIIA)، وهي شركة غير ربحية مملوكة للمجتمع والتي توفر أيضا خدمة الإنترنت لسكان الجزر.